# Hyperbaena macrophylla
Hyperbaena macrophylla är en tvåhjärtbladig växtart som beskrevs av Erik Leonard Ekman och Ignatz Urban. Hyperbaena macrophylla ingår i släktet Hyperbaena och familjen Menispermaceae. Inga underarter finns listade i Catalogue of Life.